# Анђелка Цвијић
Анђелка Цвијић (Инђија, 1949) српски новинар, преводилац и књижевни критичар.

## Биографија
Анђелка Цвијић је дипломирала на Филолошком факултету у Београду. По струци је преводилац са енглеског, француског и италијанског језика. Била је дугогодишњи новинар Политике, уредник Културног додатка и Културне рубрике Политике. Бавила се писањем  критике за Трећи програм Радио Београда, за лист Данас, за Књижевни магазин и за Српски књижевни лист.
Из велике љубави према животињама, а посебно према мачкама, написала је 2013. године књигу Мачке и три тачке у издању Чигоја штампе.

### НаградаМилан Богдановић
Награда Милан Богдановић се додељује за најбољу књижевну критику. Културно-просветна заједница Србије је одлучила да за 2019. годину ову награду додели Анђелки Цвијић, некадашњој уредници Културне рубрике Политике и преводиоцу са енглеског и француског језика. Анђелка Цвијић признање је добила за критички текст, објављен у Српском књижевном листу 2018, поводом романа Милисава Савића Доктора Валентина Трубара и сестре му Симонете повест чудноватих догађаја у Србији. Жири је истакао да Анђелка дуги низ година пише о српским романсијерима, на начин другачији од осталих критичара. 
Анђелка Цвијић је рекла да је Милан Богдановић најзначајнија награда која се додељује за књижевну критику код нас, награда која је кроз пет деценија, уз сва искушења, остала чиста, без трагова оспоравања или скандала.

## Преводи
- Дорис Лесинг – прве две књиге петокњижја “Деца насиља” – Марта Квест и Прави брак
- Алис Манро - Животи девојака и жена
- Алис Манро - Плес срећних сенки
- Мирча Елијаде - Водич кроз светске религије
- Норберто Бобио - Левица и десница
- Роџер Скрутон - Модерна филозофија
- Жозеф де Местр - Списи о Француској револуцији
- Дезмонд Морис - Интимно понашање (у ко-преводитељству)
- Џон Купер Поуис - Упркос (у оквиру Одабраних дела)…